# (1847) Stobbe
(1847) Stobbe est un astéroïde de la ceinture principale.

## Description
(1847) Stobbe est un astéroïde de la ceinture principale. Il fut découvert le 1er février 1916 à Bergedorf par Holger Thiele. Il présente une orbite caractérisée par un demi-grand axe de 2,61 UA, une excentricité de 0,02 et une inclinaison de 11,1° par rapport à l'écliptique.

## Compléments